# Edutainment
Edutainment er et begreb, som er opstået ud fra de engelske ord "edu"cation og enter"tainment". Betegnelsen bruges om undervisningsmaterialer, der både underholder og lærer. Edutainment kan f.eks. være computerspil til børn eller voksne, der udover den underholdende dimension også indeholder læringselementer. Det kan også være rollespil, brætspil, tegneserier m.m.
En af pionererne indenfor edutainment er firmaet "Sesame Street", som begyndte at lave læringsprogrammer på TV i 1960'erne.
Det Danske Filminstitut støttede i slutningen af 2008 en ny stor dansk produktion, nemlig ABCiTY, som ser ud til at kunne opdatere genren væsentligt.